# Meteor (folyóirat)
A Meteor a Magyar Csillagászati Egyesület havi folyóirata, 1971 elején indította útjára Bartha Lajos amatőrcsillagász. Kezdetben a csillagászati „észlelő amatőrök” számára készült. 1981-ig kéthavonta jelent meg, azóta havonta egyszer.

## A lapról
Az egyesület célja hírt adni a csillagászat legújabb eredményeiről, az égbolton megfigyelhető jelenségekről, az egyesület programjairól. A folyóirat cikkírói, rovatvezetői tanácsokat adnak csillagászati megfigyelések végzéséhez, csillagászati fotózáshoz, távcsőépítéshez. A lapszámok színes képmellékletekkel jelennek meg.
A Meteor folyóirat a legterjedelmesebb csillagászati témájú periodikaként jelenik meg magyar nyelven. A lap rovatvezetői és szerkesztői gárdája társadalmi munkában, a tudás átadásának elhivatottságával végzik a megjelenő cikkek, feldolgozások, megfigyelési beszámolók összeállítását.
1988-ban jelentettek meg évkönyv jellegű különkiadványt („Csillagászati adatok 1989-re”), ez a jelenlegi „Meteor csillagászati évkönyv” előfutára volt.
A „Föld és Ég” folyóirat sorsának bizonytalanná válása és az ismeretterjesztésben mutatkozó problémák miatt a Meteor profilja 1988 után fokozatosan módosult: immár nem csupán az észlelő amatőrökhöz, hanem minden, csillagászat iránt érdeklődőhöz kívánt szólni. Különösen aktuálissá vált ez a profilmódosulás a Föld és Ég 1991 végi megszűnésével – ekkor az amatőrcsillagász mozgalom első számú fórumát veszítette el.
1990 januárjától az MCSE és a TIT Uránia Csillagvizsgáló közös lapjaként jelent meg a Meteor. Az anyagi hátteret az MCSE, míg a technikai feltételeket az Uránia biztosította. Egészen 1992 áprilisáig állt fenn ez az együttműködés. Az 1992/4. számtól kezdődően a Meteor az MCSE kiadásában jelenik meg, 1999-ben már 2000-es példányszámban.
Támogatója mindenekelőtt a Nemzeti Kulturális Alapprogram, amely 1996 óta minden évben pályázati támogatásban részesíti a Meteort.